# Théâtre Saint-Georges
El Théâtre Saint-Georges es un teatro de París, situado en la Rue Saint-Georges de la que toma su nombre. Diseñado por el arquitecto francés Charles Siclis, fue construido en el sitio de una antigua mansión e inaugurado en 1929. Originalmente fue administrado por Camille Choisy, antes de cederlo a Benoît-Léon Deutsch, quien representó con éxito varias comedias de bulevares durante los años 1930, incluyendo El tren de Venecia de Georges Berr y Louis Verneuil.

## Estrenos
- 1964: Croque-Monsieur, original de Marcel Mithois.
- 1984: On m'appelle Émilie, original de Maria Pacôme.
- 1986: Les seins de Lola, original de Maria Pacôme.
- 1989: Et moi...et moi!, original de Maria Pacôme.
- 1993: Les désarrois de Gilda Rumeur, original de Maria Pacôme.
- 2009: Les hommes préferent mentir, original de Eric Assous.
- 2011: Le coup de la cigogne, original de Jean-Claude Islert.
- 2013: Le Fils du Comique, original de Pierre Palmade.[3]